# Azatavan (Ararat)
Azatavan (in armeno Ազատավան?, in passato Chikdamlu e Chigdamlu) è un comune dell'Armenia di 3 047 abitanti (2009) della provincia di Ararat.